# Andreas Adrian Borck
Andreas Adrian Borck (* 1629; † 1690 in Torgau) war ein sächsischer Hofmeister, Kammerherr und Amtshauptmann zu Schwarzenberg und Grünhain sowie Rittergutsbesitzer.

## Leben
Andreas Adrian war Angehöriger des pommerschen Adelsgeschlechts Borcke, schrieb sich aber selbst Borck und verzichtete wie viele seiner damaligen Zeitgenossen aus bekannten altadligen Geschlechtern auf das adelstypische von. Erst gegen Ende des 17. Jahrhunderts nahmen Angehörige des Geschlechts dieses Adelsprädikat in ihren Familiennamen auf. Sein Vater war Ernst Friedrich Borck(e).
Andreas Adrian Borck schlug die Verwaltungslaufbahn im Dienst der sächsischen Kurfürsten ein und wurde zum Hofmeister der Kurfürstin Magdalena Sibylle geborene Markgräfin von Brandenburg-Bayreuth, Ehefrau von Johann Georg II. ernannt.
Praktische Erfahrungen in der Verwaltung hatte sich Andreas Adrian Borck zuvor als Amtshauptmann des Kreisamtes Schwarzenberg und des Amtes Grünhain im sächsischen Erzgebirge erworben. Sein Amtssitz war das Schloss Schwarzenberg.
Auf der Michaelismesse 1676 erwarb er in Leipzig von Johanna von Gersdorff, der Ehefrau des kursächsischen Geheimen und Kriegsrates Hans Abraham von Gersdorff, deren Rittergut Kreischau im Amt Schweinitz mit dem dazugehörigen Vorwerk Görnewitz. Sie war seine Schwiegermutter und überließ ihm preisgünstig das Anwesen als Ergänzung zur Aussteuer ihrer Tochter. Damit hatte Andreas Adrian Brock sich ein eigenes Rittergut im Kurfürstentum Sachsen erworben, nachdem er zuvor durch Erbschaft bereits Schlossgesessener auf Regenwalde in Hinterpommern, Labes und Strahmel geworden war. Nach seinem Tod gab es langwierige Erbauseinandersetzungen zwischen seinen Kindern der ersten und zweiten Ehe.